# CPR群
CPR（Candidate Phyla radiationまたはPatescibacteria）は、細菌の巨大系統群である。培養例がなく記載種を一切含まない。全細菌の少なくとも15%、もしくはそれ以上の規模を持つ可能性がある一方、その進化上の位置付けおよび多様性については議論が続いている。
当初の系統樹からは大古代の分岐と推定され、ほかの全ての細菌と姉妹群を形成するとされた。極端に細胞が小さく、特殊な遺伝子構成を持つ種が多い。これまでのゲノム解析の結果より、TCA回路や電子伝達系を持たず、核酸やアミノ酸を合成する能力を持たない種が多数存在することが示されている。通常の細菌（バクテリア）とは異なり、rRNA中にイントロンが存在することで、これまでのPCRを元にした微生物検出手法では発見されてこなかった。ゲノムや細胞サイズが小さいこと、大きな多様性を持つにもかかわらず長らく認知されなかったこと、系統樹上で基部を占めることなど古細菌におけるDPANN群と共通するところがある。
一方でより近年の研究では、この系統はテッラバクテリア内のグラム陽性菌の系統に入り、特にクロロフレクサス門に近縁としている。これはCPR細菌が自由生活性の細菌から進化したことを意味し、CPRの起源も当初考えられていたよりも新しい可能性が高い。CPR細菌はグラム染色では陰性だが、多くのCPR細菌は外膜を欠いており、構造的にグラム陽性菌と共通する。GTDB分類（The Genome Taxonomy Database）は、この系統に対してPatescibacteriaの1つの門しか割り当てていない。